# Schweizerische Chemische Gesellschaft
Die Schweizerische Chemische Gesellschaft (SCG) ist eine Vereinigung, die sich die Förderung der chemischen Wissenschaft, die Information der Öffentlichkeit über Fragen der Chemie und die Interessenvertretung von Chemikern zum Ziel gesetzt hat. Sie hat nach eigenen Angaben rund 2700 Mitglieder.

## Geschichte
1992 wurde die Gesellschaft durch die Fusion der Schweizerischen Chemischen Gesellschaft (Gründung 1901) und des Schweizerischen Chemikerverbandes (Gründung 1920) unter dem Namen Neue Schweizerische Chemische Gesellschaft gegründet. 2001 wurde entschieden, das „Neue“ aus dem Namen zu streichen.

## Zeitschriften
Der Verein gibt folgende Zeitschriften heraus:
- Helvetica Chimica Acta, gegründet 1917 und seit 1918 herausgegeben vom Verlag Helvetica Chimica Acta[2], zu John Wiley & Sons gehörend.[3]
- CHIMIA – International Journal for Chemistry; zugleich Mitgliederzeitschrift der SCS, 1947 als Fachzeitschrift des Schweizerischen Chemikerverbands gegründet.[4]

## Preise
Der Verein verleiht den Paracelsus-Preis für das Lebenswerk international anerkannter Chemiker, den Werner-Preis für Nachwuchswissenschaftler, den Sandmeyer-Preis für Industriechemiker, den Grammaticakis-Neumann Prize für Forscher in den Bereichen Photochemie, Photophysik oder molekulare Photobiologie und andere Preise.